# Zuzana Hlavoňová
Zuzana Hlavoňová, född den 16 april 1973 i Šaľa, är en tjeckisk före detta friidrottare som tävlade i höjdhopp. 
Hlavoňová deltog vid Olympiska sommarspelen 1996 där hon slutade på en elfte plats med ett hopp på 1,93. Vid VM 1997 misslyckades hon sig vidare till finalen. Däremot var hon i final vid inomhus-VM 1999 där hon blev silvermedaljör efter ett hopp på 1,96.
Vid VM 1999 i Sevilla slutade hon fyra efter att ha klarat 1,96. Hon blev silvermedaljör även vid inomhus-EM 2000 då med ett hopp på 1,98.
Hon deltog vid Olympiska sommarspelen 2000 och slutade på en elfte plats med ett hopp på 1,90. Hon misslyckades dessutom att kvalificera sig till finalen vid Olympiska sommarspelen 2004.

## Personligt rekord
- Höjdhopp - 2,00 meter